# Potatoes for Christmas
Potatoes for Christmas — первый мини-альбом калифорнийской рок-группы Papa Roach, вышедший в 1994 году.

## Об альбоме
Вся группа участвовала в записи, кроме Дэйва Бакнера (он же в это время учился в колледже в Сиэтле и изучал искусство) — его заменял Райан Браун.

## Список композиций
1. Coffee Thoughts
2. Mama’s Dress
3. Lenny’s
4. Lulu Espidachi
5. Cheez Z Fux
6. I Love Babies
7. Dendrilopis